# HMS G3
HMS G3 – brytyjski okręt podwodny typu G. Zbudowany w latach 1914–1916 w Chatham Dockyard, Chatham. Okręt został wodowany 22 stycznia 1916 roku i rozpoczął służbę w Royal Navy 13 kwietnia 1916. 
W 1916 roku dowodzony przez Lt. Cdr Donalda I. Mcgillewie’a okręt należał do Jedenastej Flotylli Okrętów Podwodnych (11th Submarine Flotilla) stacjonującej w Blyth. W 11 Flotylli okręt pozostał do końca wojny. Jego zadaniem podobnie jak pozostałych okrętów klasy G było patrolowanie akwenów Morza Północnego w poszukiwaniu i zwalczaniu niemieckich U-Bootów.
4 listopada 1921 roku został sprzedany firmie Young z Sunderland. W czasie holowania okrętu na północ w celu zezłomowania okręt zerwał się z liny holującej i wpadł na brzeg w okolicach Scarborough. Po pewnym czasie przypływ uwolnił okręt z brzegu i po dryfowaniu ostatecznie osiadł w na klifach Buckton, gdzie został rozebrany. Część statku zatonęła i spoczywa w okolicach klifów w Buckton.